# Sotto il cielo di Roma
Sotto il cielo di Roma è una miniserie televisiva in due puntate co-prodotta da Italia e Germania. È stata trasmessa da Rai 1 dal 31 ottobre al 1º novembre 2010. In seguito, numerose scene sono state utilizzate nella puntata di Ulisse condotta da Alberto Angela intitolata Viaggio senza ritorno e trasmessa da Rai 1 il 13 ottobre 2018.

## Produzione
La miniserie, composta da 2 puntate della durata di 100 minuti ciascuna, è coprodotta da Rai Fiction, Lux Vide, Eos Entertainment, Tellux, Bayerischer Rundfunk e Rai Trade. I produttori sono Matilde e Luca Bernabei, con la collaborazione di Martin Choroba; Fabrizio Bettelli ha scritto il soggetto, e insieme con Francesco Arlanch anche la sceneggiatura. La regia è del canadese Christian Duguay.
Gli attori protagonisti sono: Alessandra Mastronardi nel ruolo di Miriam, ragazza ebrea di 20 anni; James Cromwell nel ruolo di papa Pio XII; Marco Foschi nel ruolo di Davide, ebreo innamorato di Miriam; Ettore Bassi nel ruolo di Marco, un giovane partigiano.

## Trama
Dopo l'armistizio di Cassibile con gli alleati, pubblicato l'8 settembre 1943, gran parte della penisola italiana viene invasa dai tedeschi.
A Roma l'unico punto di riferimento rimasto per la popolazione oppressa dagli invasori nazisti è papa Pio XII che, nonostante le proposte di fuga, decide di restare vicino ai romani. La prima mossa degli occupanti è un ricatto ai danni degli ebrei: dovranno consegnare 50 chili di oggetti d'oro alle truppe di occupazione naziste, altrimenti 200 di loro verranno uccisi. La comunità ebraica si attiva subito per raccogliere l'oro necessario; fanno parte dei giudei anche Armando Lorenzi, libraio e tipografo clandestino, sua figlia Miriam e Davide, coetaneo e innamorato di lei, che si guadagna da vivere con il mercato nero. Marco, studente universitario non ebreo, combatte nella Resistenza.
Temendo un imminente rastrellamento del ghetto, il Papa intrattiene colloqui con il generale dell'esercito Rainer Stahel, comandante militare di Roma e devoto credente, e ospita ebrei in conventi e seminari, cercando di limitare le vittime. Nonostante vari solleciti di alcuni prelati, rifiuta però di rilasciare dichiarazioni contro i tedeschi o di esporsi in alcun modo, temendo di scatenare violente ritorsioni contro i romani e un'invasione del Vaticano, ben sapendo dell'esistenza di un piano per un suo rapimento.
Il 16 ottobre avviene un primo rastrellamento del ghetto che coinvolge circa 1.000 ebrei, tra cui Armando. Miriam riesce a fuggire e nascondersi, lavorando come cameriera presso una famiglia benestante; sarà salvata e portata in convento poco tempo dopo da Davide e Marco.
Il generale Stahel, su richiesta di Pio XII, riesce a far riconoscere i luoghi sacri come territorio vaticano, ma si inimica molti ufficiali irritati dalla politica della Chiesa, che è ormai evidente, e viene trasferito e sostituito dal generale delle SS Karl Wolff.
Nel frattempo i conventi, dopo l'apertura ai rifugiati ebrei, si sono presto riempiti e alcuni prelati hanno manifestato la difficoltà di mantenere tutti per la mancanza di viveri; il Papa dispone allora di aumentare le scorte e, in un criptico discorso radiofonico, di accogliere chiunque. Gli ebrei vengono così mimetizzati tra il clero.
L'extraterritorialità non ferma però le SS, che irrompono con le camicie nere nei luoghi sacri, iniziando dal convento retto da Padre Pfeiffer in cui scoprono e arrestano alcuni ebrei. Nei tre mesi successivi la resistenza prepara i documenti falsi per i rifugiati, che possono così lasciare la zona occupata.
Il 23 marzo 1944 avviene l'attentato di via Rasella: la Santa Sede è preoccupata per la sicura ritorsione tedesca ma non può fare nulla. Marco fugge dal convento in cui si nascondeva per unirsi ai compagni; Davide cerca di fermarlo, ma una pattuglia tedesca li scopre e Marco viene ucciso.
Nel frattempo continua l'avanzata alleata verso nord, e i nazisti fremono per attuare il rapimento del Papa, ma non c'è più tempo: devono ripiegare. Il generale Wolff incontra Pio XII in Vaticano per chiedergli di trattare con gli alleati per conto della Germania, ma dopo il suo rifiuto si accorda per una ritirata senza spargimenti di sangue.
Il 4 giugno gli alleati entrano a Roma, che è finalmente libera; il pontefice decide di uscire dalla Santa Sede, senza scorta, per incontrare i cittadini entusiasti. Miriam ritrova il fratello Riccardo, che era scappato prima della deportazione, sposa Davide con rito ebraico ed iniziano una nuova vita.

## Ascolti
La prima puntata della miniserie, andata in onda il 31 ottobre 2010, è stata seguita da 4 894 000 telespettatori, con uno share del 20,64%. La seconda puntata, trasmessa il 1º novembre 2010, è stata invece seguita da 5 727 000 telespettatori, con uno share del 20,63%.

## Critiche
La fiction è stata oggetto di forti critiche da parte degli storici e dei rappresentanti della Comunità ebraica romana a causa di episodi narrati dalla fiction di fatto mai avvenuti e per non aver descritto gli aspetti più ambigui dell'azione del Pontefice. Il rabbino capo di Roma, Riccardo Di Segni, ha definito la fiction "una patacca propagandistica, un'opera apologetica", facendo notare anche gli errori e le imprecisioni: in particolare sarebbe un falso storico l'intervento del papa per far cessare il rastrellamento del ghetto di Roma: nessuno, secondo Di Segni, sarebbe intervenuto, lasciando i nazifascisti liberi di completare l'azione in tutta tranquillità.
Inoltre la fiction non mostra nemmeno un militante fascista e per questo è stata interpretata come revisionista poiché cancella di fatto le responsabilità dei fascisti nello sterminio ebraico, nell'attuazione della soluzione finale, nella vessazione della popolazione civile e contro le ribellioni partigiane. Ettore Bernabei, fondatore della società di produzione Lux Vide, ha risposto alle critiche di Di Segni, ammettendo qualche imprecisione storica ma ribadendo che gli autori "hanno avuto come obiettivo il rispetto per le vittime e la volontà di ricostruire tutte le vicende senza guardare la realtà solo dal punto di vista del Vaticano".